# Felix Lewald
Felix Lewald (* 12. November 1855 in Berlin; † 11. Oktober 1914 in Charlottenburg) war ein deutscher Verwaltungsjurist.

## Leben und Wirken
Nach Besuch des Friedrich-Wilhelms-Gymnasiums in Berlin studierte er erst Natur-, dann Rechts- und Staatswissenschaften an den Universitäten Berlin, Heidelberg, Göttingen und Straßburg und promovierte zum Dr. jur. Danach war er Referendar, ab 1886 Gerichtsassessor im Justizministerium.
1890 begann als Regierungsassessor bei der königlichen Regierung in Posen seine Laufbahn im preußischen Staatsdienst. 1891 wurde er zum Regierungsrat ernannt. Nebenamtlich betätigte er sich als Staatskommissar für Invaliden- und Altersversicherung und Zweiter Direktor der Rentenbank in Posen. Zur Mitwirkung an der Miguelschen Steuerreform wurde er 1894 ins Finanzministerium berufen. Ab 1896 trug er den Titel Geheimer Finanzrat, ab 1900 Wirklicher Geheimer Oberfinanzrat und Vortragender Rat. Zuletzt wirkte er als Präsident der königlichen Generallotteriedirektion. Als Autor publizierte er mehrere Beiträge zu staatsrechtlichen Themen in Fachzeitschriften. Er war der Neffe der Schriftstellerin und Frauenrechtlerin Fanny Lewald.
1896 heiratete er die Schriftstellerin und Frauenrechtlerin Emmi Lewald geb. Jansen, Tochter des oldenburgischen Staatsministers Günther Jansen. Sie schrieb zahlreiche Romane, Novellen, Reisebilder und Skizzen sowie Gedichte.

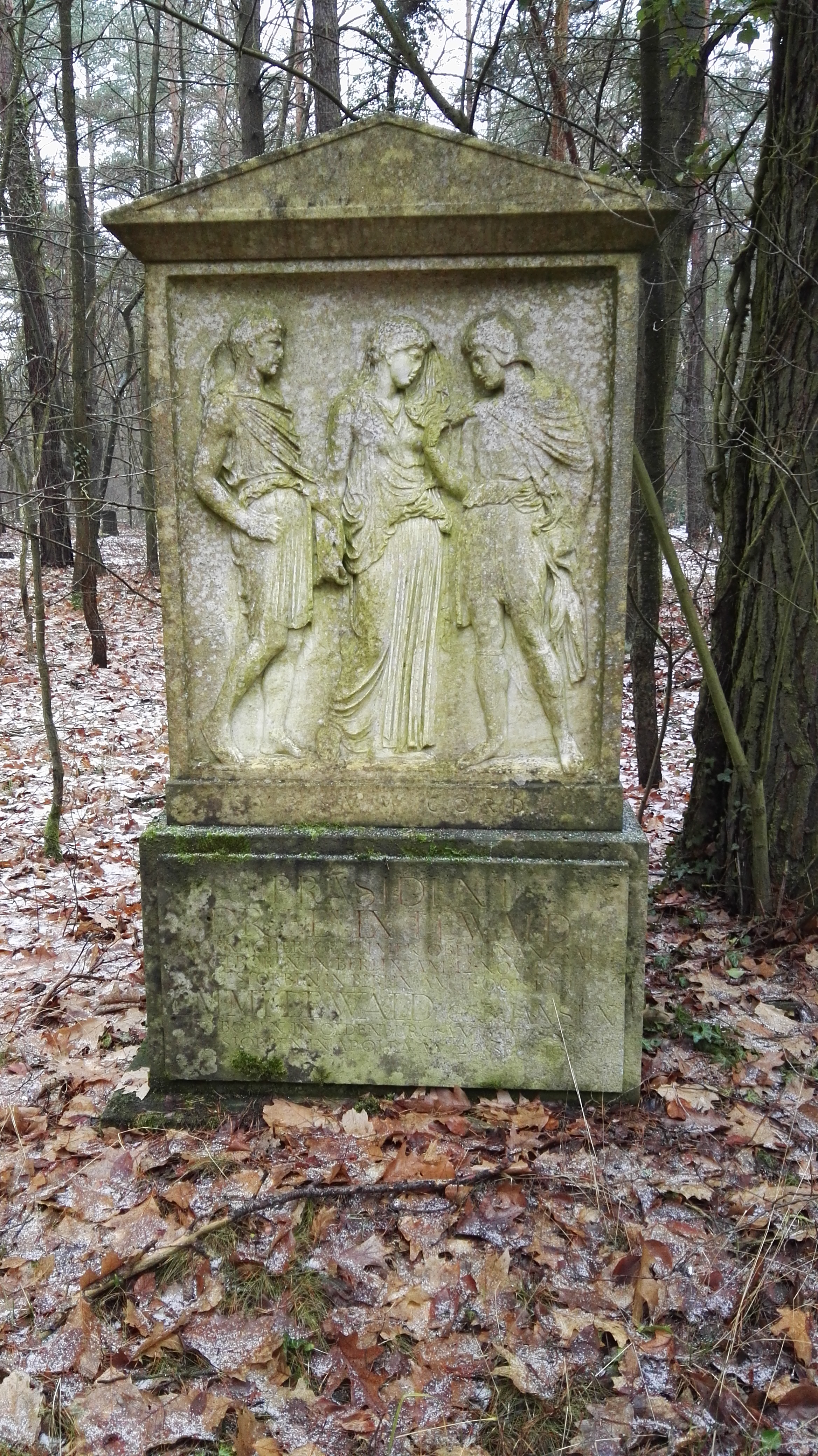
Grabstätte

Felix Lewald starb 1914 im Alter von 58 Jahren in seiner Wohnung in der Ansbacher Straße 5 in Charlottenburg (heute Nr. 10; zu Schöneberg gehörig) und wurde auf dem Alten St.-Matthäus-Kirchhof in Schöneberg beigesetzt. Im Zuge der von den Nationalsozialisten 1938/1939 durchgeführten Einebnungen auf dem Friedhof wurden Lewalds sterbliche Überreste auf den Südwestkirchhof Stahnsdorf bei Berlin umgebettet. Dort steht heute auch sein bemerkenswertes Grabdenkmal.